# Coatzacoalcos
Coatzacoalcos là một đô thị thuộc bang Veracruz, México. Năm 2005, dân số của đô thị này là 280363 người.